# Губайдулина, София Асгатовна
Софи́я Асга́товна Губайду́лина (тат. Софья (Сания) Әсгать кызы Гобәйдуллина; Sofiya (Saniya) Äsğät qızı Ğobäydullina; 24 октября 1931[…], Чистополь, Татарская АССР — 13 марта 2025, Аппен, Шлезвиг-Гольштейн) — советский и российский композитор. Автор более ста симфонических произведений, сочинений для солистов, хора и оркестра, инструментальных ансамблей, музыки для театра, кино и мультфильмов. Заслуженный деятель искусств РСФСР (1989), лауреат Государственной премии Российской Федерации в области литературы и искусства (1992). Лауреат премии Polar Music Prize (2002). Номинант на премию Грэмми (2023). С 1991 года и до самой смерти постоянно проживала в Германии.
СМИ называли её «одной из ключевых фигур академической музыки второй половины XX столетия» и «последним из лидеров отечественного музыкального авангарда».

## Биография
Родилась в городе Чистополе Татарской АССР 24 октября 1931 года. Отец — Асгат Масгудович Губайдулин, инженер-геодезист. Мать — Федосия Фёдоровна Губайдулина, урождённая Елхова, педагог. Дед, Масгуд Губайдулин, был муллой. В 1932 году семья переехала в Казань, поселившись в доме номер 29 по улице Тельмана.
В 1935 году поступила в музыкальную школу № 1 имени П. И. Чайковского. С 1946 по 1949 год училась в казанской музыкальной гимназии по фортепиано (класс М. А. Пятницкой) и композиции, а с 1949 по 1954 в Казанской консерватории по классу композиции у профессора Альберта Лемана, а также по классу фортепиано у Григория Когана. В 1954 году поступила в Московскую консерваторию, класс композиции Юрия Шапорина, а затем Николая Пейко, класс фортепиано Якова Зака. Сталинская стипендиатка. В 1963 году окончила аспирантуру Московской консерватории по композиции у профессора Виссариона Шебалина. Важным было для неё в эти годы слово-напутствие, сказанное ей Дмитрием Шостаковичем: «Я вам желаю идти вашим „неправильным“ путём».
В 1969—1970 годах Губайдулина работала в Московской экспериментальной студии электронной музыки в музее имени А. Н. Скрябина и написала там электронную пьесу Vivente — non vivente (Живое — неживое, 1970). Губайдулина писала также музыку для кино. Всего она написала музыку к 25 фильмам, включая «Вертикаль» (1967), «Маугли» (мультфильм, 1971), «Человек и его птица» (мультфильм, 1975), «Чучело» (реж. Р. Быков, 1983), «Мария — королева Шотландии» (2013). С начала 1970-х годов подружилась с Петром Мещаниновым (муж с 1992), пианистом, дирижёром ряда её произведений и теоретиком музыки, оказавшим значительное влияние на численные расчёты в технике музыкальной композиции Губайдулиной. С 1975 года выступала с импровизациями в составе ансамбля «Астрея» вместе с композиторами Виктором Суслиным и Вячеславом Артёмовым.
В 1979 году на VI съезде композиторов в докладе Тихона Хренникова её музыка подверглась жёсткой критике, и Губайдулина попала в так называемую «хренниковскую семёрку» — «чёрный список» семи отечественных композиторов, в течение ряда лет не могла выступать на радио и телевидении.
В 1980 году вышла одна из её первых работ, получивших широкое признание, — концерт для скрипки Offertorium. Как отмечает энциклопедия Британника, в дальнейшем известность как композитора росла, к концу века София Губайдулина стала «общепризнанной международной фигурой».
В 1991 году Губайдулина получила немецкую стипендию и полтора года находилась в Ворпсведе. С 1992 года жила в Аппене под Гамбургом; имела российское и германское гражданства.

 Тогда было трудно, жизнь в Германии была проще. Но я никогда не считала себя изгнанником. Я часто возвращаюсь в Россию. Пока я не приехала сюда, я всегда жила в городах, но это становится все более невозможным. Мне нужна тишина, чтобы писать. Здесь вокруг меня лес, в котором я могу бродить. Я живу в деревне только с двумя дорогами. /смеётся/. Получается, что это не достаточно далеко: Гюнтер Грасс говорит, что он живёт в деревне только с одной дорогой.

В 2005 году провела мировое турне, посвящённое Тысячелетию Казани; однако властям, заказавшим у неё музыку в честь праздника, была вынуждена отказать из-за перегруженности работой.
В 2011 году в Казани прошли торжества и акции в честь 80-летия Губайдулиной, в том числе два фестиваля её имени и объявление её почётным гражданином Казани. В том же году с личным патронатом и участием Софии Губайдулиной в Казани силами Государственного симфонического оркестра Республики Татарстан основан ежегодный фестиваль современной музыки её имени «Конкордия», в котором выступают известные российские и зарубежные композиторы и исполнители. Художественный руководитель фестиваля — заслуженный артист России Александр Сладковский.
В 2013 году Губайдулина участвовала в фестивале The rest is noise в Лондоне, посвящённом политике и духовности в искусстве.
В Казани с 2006 года проводится международный конкурс пианистов её имени с участием студентов Казанской и других консерваторий.
Центр современной музыки действует в Казани в реконструированном доме на улице Тельмана, где композитор провела свои детские годы.
Скончалась 13 марта 2025 года на 94-м году жизни у себя дома в Аппене от острой сердечной недостаточности. Прах композитора после кремации в Германии привезут в Россию.

## Личная жизнь
Первый муж — Марк Александрович Ляндо (1931—2020), поэт, геолог. Дочь — Надежда Марковна Александрова (урождённая Ляндо, в первом браке Шерман; 1959—2004), окончила биологический факультет МГУ, работала в ИМБ РАН, кандидат биологических наук.
Второй муж — Пётр Мещанинов (1944—2006), пианист и теоретик музыки.

## Сочинения
- Фацелия, вокальный цикл на слова М. Пришвина (1957)
- Пять этюдов для арфы, контрабаса и ударных инструментов (1965)
- Ночь в Мемфисе, кантата для меццо-сопрано, мужского хора и оркестра на древнеегипетские тексты (1968)
- Рубайят, кантата на стихи Хакани, Хафиза и Хайяма (1969)
- Пять пьес для домры и фортепиано по мотивам татарского фольклора (1977)
- Квартет для четырёх флейт (в пяти частях), (1977)
- De profundis (Из глубины), пьеса для баяна соло (1978), впервые исполнена Ф. Липсом
- Семь слов Христа для виолончели, баяна и струнных (1982)
- Offertorium (Жертвоприношение), концерт для скрипки с оркестром (1980/1981/1986), посвящение Гидону Кремеру
- Et expecto (И чаю воскрешения мёртвых), соната для баяна в 5 частях, посвящение Ф. Липсу (1986)
- Слышу… Умолкло…, симфония в 12 частях под названием (1986)
- Аллилуйя для хора, оркестра, органа, солиста-дисканта и цветных проекторов (1990)
- Из Часослова, кантата на стихи Райнера Марии Рильке (1991)
- Теперь всегда снега, кантата на стихи Геннадия Айги (1993)
- Музыка для флейты, струнных и ударных (1994)
- Симфония Фигуры времени (1994)
- Висельные песни (15 песен) на стихи Х. Моргенштерна для голоса и ансамбля инструментов (контрабас, ударные и др., 1996)
- Ночная песнь рыбы, концерт для альта с оркестром (1996), по заказу Чикагского симфонического оркестра, посвященный Ю. Башмету
- Кватернион для четырёх виолончелей (1996)
- Страсти по Иоанну, для солистов, хора и оркестра, написанная по заказу города Штутгарта в ознаменование 250-летия со дня смерти И. С. Баха (2000)
- Пасха по Иоанну, для солистов, хора и оркестра (2001)
- «Лира Орфея», концерт для скрипки, струнных и ударных (2006)
- In Tempus Praesens, второй концерт для скрипки с оркестром (2007)
- So Sei Es (Да будет так), камерная пьеса, посвященная Суслину (2013)
- Über Liebe Und Hass (О любви и ненависти), для сопрано, тенора, баритона, баса, двух смешанных хоров и оркестра (на тексты псалмов и молитв на русском, немецком, французском и итальянском) (2015—2016)
- «Диалог: Я и Ты», концерт для скрипки с оркестром (2018)
- Der Zorn Gottes (Гнев Божий), для оркестра (2020)

### Музыка для кино
- 1964 — «Хотите — верьте, хотите — нет…»
- 1967 — «Вертикаль»
- 1967 — «Кузнец-колдун» (мультипликационный)
- 1968 — «День ангела»
- 1969 — «Белый взрыв»
- 1973 — «Маугли» (мультипликационный)
- 1974 — «Каждый день доктора Калинниковой»
- 1975 — «Человек и его птица» (мультипликационный)
- 1981 — «Великий самоед»
- 1982 — «Кафедра»
- 1983 — «Чучело»
- 1987 — «Крейцерова соната»
- 1988 — «Кошка, которая гуляла сама по себе» (мультипликационный)
- 1988 — «Балкон»
- 1989 — «Личное дело Анны Ахматовой» (документальный)
- 2011 — «Картонная деревня»
- 2013 — «Мария — королева Шотландии»
- 2017 — «Убийство священного оленя»[30]

## Награды и звания
- Премия князя Монако (1987).
- Заслуженный деятель искусств РСФСР (16 ноября 1989 года) — за заслуги в области советского искусства[31].
- Член Комитета по присуждению Ленинских премий (1990)[32].
- Премия имени Кусевицких, США (1990, 1994).
- Премия Франко Аббиато, Италия (1991).
- Премия на 7-м Международном фестивале композиторов-женщин в Гейдельберге (1992).
- Государственная премия Российской Федерации (1992).
- Премия имени Людвига Шпора, Германия (1995).
- Член Шведской королевской музыкальной академии (1995).
- Член-корреспондент Хорватской академии наук и искусств (2022)[33].
- Императорская Премия (Praemium Imperiale), Япония (1998).
- Член ордена Pour le Mérite («За заслуги») Германия (1999).
- премия фонда «Библия и культура», Германия (1999).
- Музыкальная премия Леони Соннинг, Дания (1999).
- Медаль Гёте, Германия (2001).
- Премия Silenzio, Москва (2001).
- Премия Polar Music, Стокгольм (2002)[7][8][9].
- Большой Крест со звездой ордена «За заслуги перед ФРГ» (2002).
- Living Composer, Франция (2003).
- Премия «Триумф» (2006).
- Почётная награда Правительства Москвы и Международного Совета российских соотечественников «Соотечественник года — 2007» — за большой личный вклад в развитие российской и мировой культуры[34].
- Почётный доктор Йельского университета (2009).
- Большой крест со звездой и плечевой лентой ордена «За заслуги перед Федеративной Республикой Германия» Германия (2009).
- Орден Дружбы (30 декабря 2010 года) — за заслуги в развитии отечественной культуры и искусства, многолетнюю плодотворную деятельность[35].
- Почётный доктор Чикагского университета (2011).
- Почётный гражданин Казани (2011).
- «Золотой лев» музыкального фестиваля Венеции (Music and Theatre sectors of the Biennale di Venezia) (2013).
- Орден «Дуслык» (19 октября 2016 года, Республика Татарстан, Россия) — за значительный вклад в развитие музыкального искусства и многолетнюю творческую деятельность[36][37].
- BBVA Foundation Frontiers of Knowledge Awards (2016).
- Орден «За заслуги в культуре и искусстве» (21 февраля 2022 года) — за большой вклад в развитие отечественной культуры и искусства, многолетнюю плодотворную деятельность[38].
- Почётный профессор РАМ имени Гнесиных (2022)[39].
- Номинант на премию «Грэмми» (2023)[9].